# Codice Sangermanense

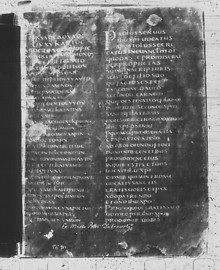
Cod. Sangermanensis

Il Codice Sangermanense, o D1 o 0319 (secondo i vari sistemi di codifica) è un diglotta manoscritto in origine apparso nella biblioteca del monastero di Saint-Germain-des-Prés (Parigi), (da cui il nome, che in latino suona Sangermanensis). È chiaramente una copia dello stesso testo contenuto nel Codex Claromontanus da cui dipende anche come tipo di scrittura onciale occidentale. È apprezzato soprattutto come copia delle lettere di Paolo.
È importante anche perché il suo diglottismo (latino e greco) permette di analizzare e valutare il latino usato nella Vetus Latina per tradurre la Bibbia

## Descrizione
Il testo si presenta così:
177 pagine di pergamena in fogli  di 36 x 27,5 cm. su due colonne di 31 righe.

## Variazioni testuali rispetto ai testi canonici
Sono diverse ma di carattere simile a questa:
- Rm 13,1: εξουσιαι por εξουσια

Queste minime, sebbene non frequenti, variazioni fanno ritenere che l'emanuense del codice Sangermanense fosse, secondo esperti del settore, poco abituato a trascrivere documenti di lingua greca.

## Storia
Il manoscritto fu esaminato e scientificamente descritto sotto ogni aspetto da Bernard de Montfaucon il creatore della nuova paleografia, da Johann Jakob Wettstein teologo esperto della lingua greca del Nuovo Testamento, e da Johann Jakob Griesbach filologo biblista.
Il manoscritto Sangermanense, come detto, fu trovato e per lungo tempo ospitato nella biblioteca dell'abbazia di Saint-Germain-des-Prés; ma proprio questa biblioteca subì gravissime devastazioni durante la rivoluzione francese. Per fortuna, qualcuno cercò di venderlo e qualcuno ebbe l'idea di comperarlo per conservarlo. Il compratore fu Peter P. Dubrovsky segretario dell'ambasciata russa in Parigi: lo comperò ed oggi è conservato nella Biblioteca nazionale russa di San Pietroburgo.